# .sh
.sh — в Інтернеті, національний домен верхнього рівня (ccTLD) для Острова Святої Єлени.

## Домени 2-го та 3-го рівнів
У цьому національному домені нараховується близько 12,400,000 вебсторінок (станом на червень 2012 року).
У наш час використовуються та приймають реєстрації доменів 3-го рівня такі доменні суфікси (відповідно, існують такі домени 2-го рівня):
| Суфікс  | Регламентовані користувачі                                            |
| .co.sh  | Комерційні установи, корпорації                                       |
| .edu.sh | Наукові та дослідницькі установи, коледжі, університети або інститути |
| .gov.sh | Державні та урядові установи                                          |